# 東瑞丁郡議會
東瑞丁郡议会（英語：East Riding County Council，縮寫：ERCC）是東約克郡於1889年4月1日至1974年3月31日期间的郡议会。位於郡内的侯城擁有獨立的市議會，因此不由東瑞丁郡議會管轄。
在1974年，根据《1972年地方政府法》，在历史上设立的郡县制和行政郡被取消，由新成立的亨伯賽德郡議會取代，该议会包括东约克郡的大部分地区、西约克郡的部分地区和林肯郡的部分地区。

## 主席
- 1889—1890年：大卫·伯顿（David Burton；任内辞职[7]）
- 1890—1891年：第三代溫洛克男爵貝爾比·勞利（英语：Beilby Lawley, 3rd Baron Wenlock）（任内辞职；第一次[8][9][10][11][12][13]）
- 1891—1901年：第十一任從男爵查爾斯·勒加德爵士（英语：Sir Charles Legard, 11th Baronet）[14]
- 1902—1912年：第三代溫洛克男爵貝爾比·勞利（第二次[15]）
- 1912—1936年：第三代德拉莫爾男爵羅伯特·德·亞伯格-貝特森（英语：Robert de Yarburgh-Bateson, 3rd Baron Deramore）[16]
- 1936—1968 年：第一代從男爵約翰·鄧寧頓-傑斐遜爵士（英语：Sir John Dunnington-Jefferson, 1st Baronet）[17]
- 1968—1974年：第二代哈利法克斯伯爵查爾斯·伍德（英语：Charles Wood, 2nd Earl of Halifax）[18]